# Podróże z Zielonym Balonem
Podróże z Zielonym Balonem (ang. The Green Balloon Club) – brytyjski serial popularnonaukowy, w Polsce emitowany był na kanale CBeebies. 

## Fabuła
Lily-Rose i Zielony Zespół zapraszają do zabawy. W każdym odcinku przedstawione zostaną ich reportaże o przyrodzie i zwierzętach.

## Obsada
- Isabella Blake-Thomas – Lily-Rose
- Thai Murray-Edwards – Kot
- Jake Pratt – Sójka
- Adam Wells – Mrówka
- Aliex Yuill – Jelly
- Debbie Korley – Niebo
- Chris Howard – Uczestnik (Chris)
- Bill Oddie – Uczestnik[2][3]

## Wersja polska
Wersja polska: Eurocom Studio
Teksty piosenek: Mania Rawicz („Leśni detektywi”, „Ratujmy świat”, „W jesiennej gali”)
Udział wzięli:
- Artur Pontek – Chris (Uczestnik)
- Wojciech Szymański – mężczyzna pokazujący wodne zwierzęta w rezerwacie (odc. 4)
- Hanna Kinder-Kiss – Kiran (odc. 4)
- Zuzanna Gajownik

i inni